# Produktutveckling

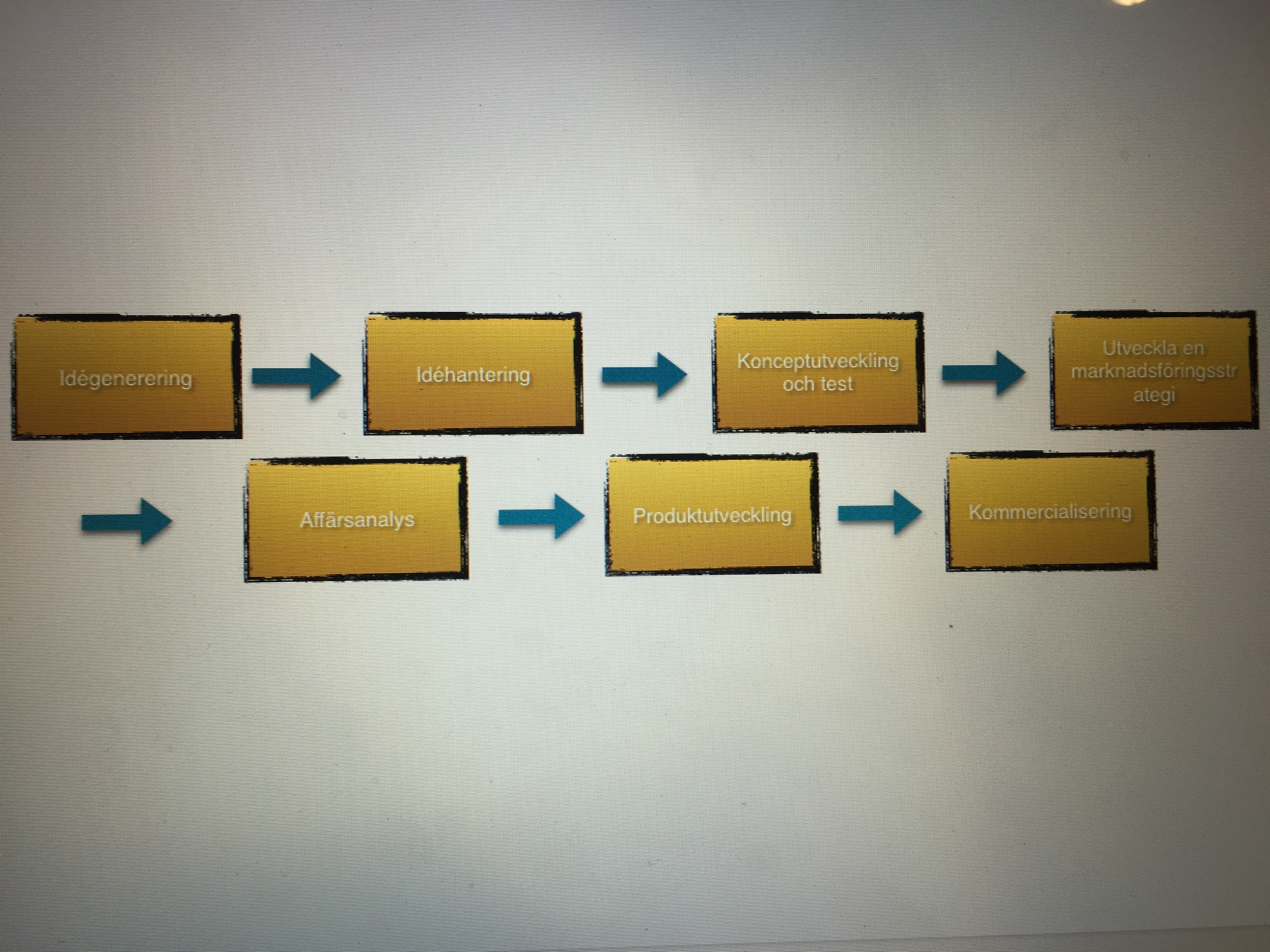
Faser i produktutvecklingen.

Produktutveckling är processen att utveckla en idé till ny produkt eller att förbättra en redan befintlig produkt. Produktutveckling innebär metoder och tekniker för hur produkter ska utvecklas på ett tillfredsställande sätt. Ett företag kan anskaffa nya produkter på två sätt. Det ena är genom förvärv, vilket innebär att man köper ett helt företag, ett patent eller en licens som tillåter företag att producera ett annat företags produkter. Det andra är genom att företaget själv skapar nya originalprodukter, förbättringar av produkter, produktmodifieringar och nya märken som företaget utvecklar. När företag ska ta fram nya produkter går de igenom ett flertal faser. Dessa är idégenerering, idéhantering, konceptutveckling och test, utveckla en marknadsföringsstrategi, affärsanalys, produktutveckling, testmarknadsföring och slutligen kommersialisering. Nya produkter är viktiga för både konsumenter och marknaderna som säljer produkterna. För konsumenterna skapar det nya lösningar och variation. Marknaden däremot behöver nya produkter för att kunna växa, vilket innebär att företaget ständigt behöver förnya sig. Innovation kan dock vara kostsamt och riskfyllt, bland annat eftersom nya produkter möter tuffa odds.

## Idégenerering
Arbetet går igenom ett flertal faser. Idégenerering är det första av flera steg i processen produktutveckling. Här ska man komma fram till hur man ska nå ett mål eller lösa ett problem. Det finns olika vägar att gå men den vanligaste är brainstorming. Idégenerering sker på två sätt, antingen via interna eller externa idéer Interna idéer kommer från de anställda och externa idéer är de som kommer utifrån. Externa idéer kommer från distributörer, leverantörer, kunder samt konkurrenter. Kunderna är den viktigaste källan inom den externa idénenereringen. Företag analyserar kundenkäter, kundfrågor och deras förslag och idéer för att sedan gå vidare i utvecklingsprocessen. Crowdsourcing är ett begrepp som har blivit populärt.

## Idéhantering
Under idéhanteringsfasen, som är nästa steg, strävar företaget efter att få en idéöversikt. En stor del av idéerna sorteras bort för att endast de mest potentiella ska finnas kvar för framtida undersökningar. Fasen syftar till att spara tid och pengar för företaget. Idéhanteringen ska ske så fort som möjligt, innan företaget börjar spendera för mycket pengar på idén. Ju längre in i sållandeprocessen de kommer, desto höger blir kostnaderna. Ett vanligt system för att sålla bort de sämre idéerna är R-W-W (real, win, worth doing). Företaget ska kunna svara ja på samtliga följande frågor för att den givna produkten ska vara värd att undersöka: Finns det något behov av produkten? Kan företaget göra en vinst om produkten lanseras? Är det värt det?

## Konceptutveckling och test
Därefter kommer konceptutveckling och test. Användbara idéer omvandlas till produktkoncept som sedan läggs upp detaljerat för kunderna. En produktidé är en idé om en produkt som ett företag ser som möjlig att kunna erbjuda marknaden. Ett produktkoncept är en mer ingående version av produktidén. En produktbild är vad konsumenter tycker och tänker om produkten eller idén om produkten. Produktbilden tas fram genom att fråga konsumenter om produkten via exempelvis enkätundersökningar.

## Marknadsföringsstrategi och affärsanalys
Efter att ha fått fram ett produktkoncept är nästa steg att utveckla en marknadsföringsstrategi.  Här planerar man bland annat vad produkten ska ha för pris, hur marknadsföringsbudgeten ska se ut, hur länge produkten ska finnas på marknaden, försäljning och mål. Sedan är det viktigt för företaget att räkna på produktens vinster, kostnader och försäljning, detta görs i en affärsanalys och genomförs enklast genom att granska hur liknande, redan befintliga, produkter har sålts.

## Produktutveckling
Först efter dessa genomgångna faser sätter själva konstruktionen eller utvecklingen igång. För många produktkoncept existerar produkten endast i till exempel ett ord, en ritning eller kanske som en rå-modell. Nästa steg är produktutvecklingen. Här utvecklas produktkonceptet till en ett fysiskt subjekt. Produktutvecklingssteget kräver investeringar. Det kommer att visa om en produktidé är genomförbar. Avdelningen för forskning och utveckling utvecklar och testar en eller flera fysiska versioner av produktkonceptet. En framgångsrik prototyp har en design som övertygar konsumenterna, kan tillverkas snabbt och inom budgetens ramar. Att utveckla en lyckad prototyp kan ta allt från dagar till år beroende på produkten och vilka metoder man använder vid tillverkningen av prototypen. Produkter genomgår ofta ett gäng strikta tester i syfte att försäkra att de presterar på ett säkert och effektivt sätt samt att konsumenter ska finna värde i den. Dessa tester kan antingen genomföras av företaget som producerat produkten, eller av andra företag som specialiserar sig i dess typer av tester. Marknadsförare brukar ofta även inkludera konsumenter i produkttesterna. Nya produkter måste ha nödvändiga funktionella egenskaper samt förmedla de avsedda psykologiska egenskaperna.

## Testmarknadsföring och kommersialisering
När prototypen är färdig är nästa steg testmarknadsföring. I detta steg ska produkten och det föreslagna marknadsprogrammet testas i ett realistiskt marknadssammanhang. Efter att ha testat produkten är det dags för företaget att lägga ut produkten på marknaden. Här måste företaget kunna svara på var, när och hur de ska marknadsföra produkten. Detta kallas kommersialisering som också är sista steget i produktutvecklingen.